# Echinophyllia
Echinophyllia är ett släkte av koralldjur. Echinophyllia ingår i familjen Pectiniidae.
Kladogram enligt Catalogue of Life:
| Echinophyllia | \| \| Echinophyllia aspera \| \| \| \| \| \| Echinophyllia costata \| \| \| \| \| \| Echinophyllia echinata \| \| \| \| \| \| Echinophyllia echinoporoides \| \| \| \| \| \| Echinophyllia maxima \| \| \| \| \| \| Echinophyllia nishihirai \| \| \| \| \| \| Echinophyllia orpheensis \| \| \| \| \| \| Echinophyllia patula \| \| \| \| \| \| Echinophyllia pectinata \| \| \| \| \| \| Echinophyllia taylorae \| \| \| \| \| \| Echinophyllia tosaensis \| \| \| \| |
|               | \| \| Echinophyllia aspera \| \| \| \| \| \| Echinophyllia costata \| \| \| \| \| \| Echinophyllia echinata \| \| \| \| \| \| Echinophyllia echinoporoides \| \| \| \| \| \| Echinophyllia maxima \| \| \| \| \| \| Echinophyllia nishihirai \| \| \| \| \| \| Echinophyllia orpheensis \| \| \| \| \| \| Echinophyllia patula \| \| \| \| \| \| Echinophyllia pectinata \| \| \| \| \| \| Echinophyllia taylorae \| \| \| \| \| \| Echinophyllia tosaensis \| \| \| \| |
|               | Echinomorpha |
|               | |
|               | Mycedium |
|               | |
|               | Oxypora |
|               | |
|               | Pectinia |
|               | |
|               | Physophyllia |
|               | |
|               | Echinophyllia aspera |
|               | |
|               | Echinophyllia costata |
|               | |
|               | Echinophyllia echinata |
|               | |
|               | Echinophyllia echinoporoides |
|               | |
|               | Echinophyllia maxima |
|               | |
|               | Echinophyllia nishihirai |
|               | |
|               | Echinophyllia orpheensis |
|               | |
|               | Echinophyllia patula |
|               | |
|               | Echinophyllia pectinata |
|               | |
|               | Echinophyllia taylorae |
|               | |
|               | Echinophyllia tosaensis |
|               | |

|  | Echinophyllia aspera         |
|  |                              |
|  | Echinophyllia costata        |
|  |                              |
|  | Echinophyllia echinata       |
|  |                              |
|  | Echinophyllia echinoporoides |
|  |                              |
|  | Echinophyllia maxima         |
|  |                              |
|  | Echinophyllia nishihirai     |
|  |                              |
|  | Echinophyllia orpheensis     |
|  |                              |
|  | Echinophyllia patula         |
|  |                              |
|  | Echinophyllia pectinata      |
|  |                              |
|  | Echinophyllia taylorae       |
|  |                              |
|  | Echinophyllia tosaensis      |
|  |                              |